# Stade Municipal (Pointe-Noire)
Stade Municipal – to stadion piłkarski w Pointe-Noire w Kongu. Swoje mecze rozgrywają na nim drużyny piłkarskie Association Sportive des Cheminots i Jeunesse Sportive les Bougainvillées. Stadion może pomieścić 13 594 widzów.